# Ephies gracilicornis
Ephies gracilicornis är en skalbaggsart som beskrevs av Maurice Pic 1923. Ephies gracilicornis ingår i släktet Ephies och familjen långhorningar.
Artens utbredningsområde är Laos. Inga underarter finns listade i Catalogue of Life.